# Samtente
Die Samtente (Melanitta fusca) ist eine Meerente in der Familie der Entenvögel, die im Norden Eurasiens vorkommt. In ihrer Verbreitung überlappen sich sowohl die Sommer- wie Winterstandorte mit der sehr ähnlich aussehenden Trauerente (Melanitta nigra).
In Mitteleuropa ist die Samtente an der Nord- und Ostseeküste ein häufiger Durchzügler und Wintergast. Im Binnenland kann sie regelmäßiger und häufiger beobachtet werden als die Trauerente. Im Küstenbereich finden sich auch einige Übersommerer ein.

## Merkmale
Die Samtente weist eine Körperlänge von 51 bis 58 Zentimetern auf. Im Durchschnitt wiegen die Männchen etwa 1,5 Kilogramm, während die Weibchen im Schnitt etwas weniger als 1,2 Kilogramm wiegen.

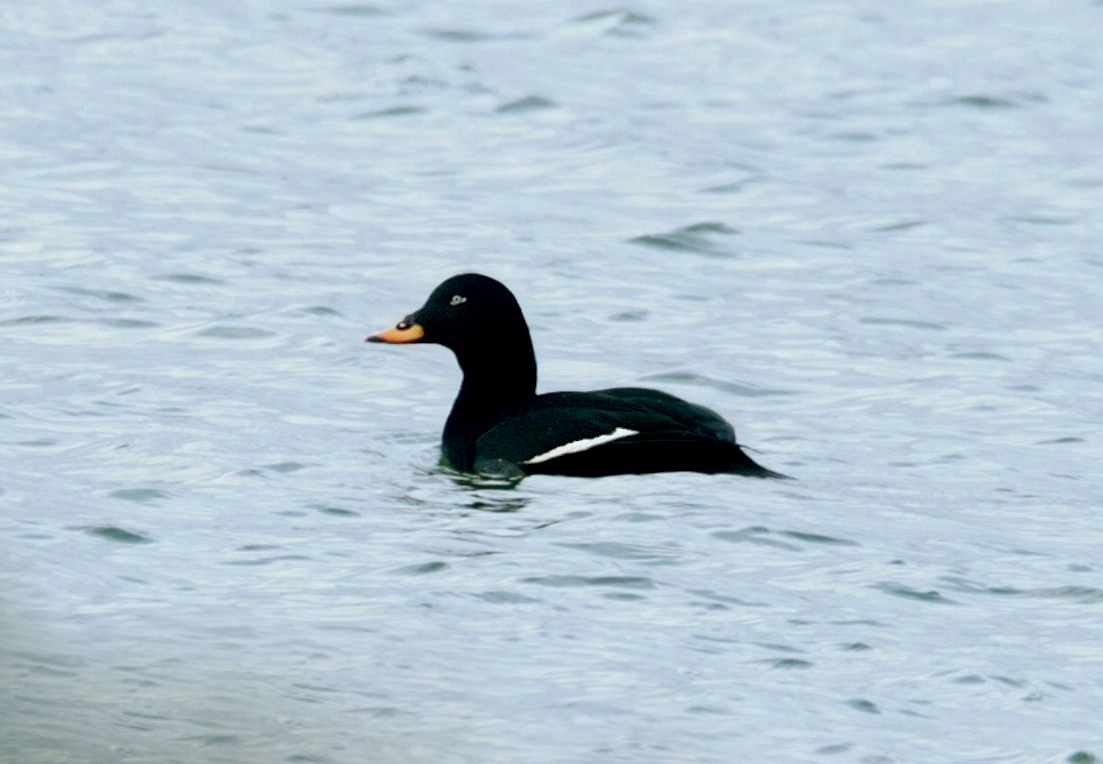
Männchen

Das Männchen ist schwarz und hat unter dem Auge einen weißen Fleck. Die Oberschnabelbasis ist verdickt und weist ein orangefarbenes Feld auf. Die Füße sind rot. Verglichen zur Trauerente sind die Männchen der Samtente etwas größer und kompakter gebaut. Der Schnabel der Samtente ist außerdem länger. Beim Männchen weist der Schnabel einen größeren orangefarbenen Abschnitt sowie einen orangerosa Nagel auf. Die Schnabelwurzel ist leicht angeschwollen. Anders als die Männchen der Trauerente haben Samtenten keinen Höcker am Schnabel. Die Iris der Männchen ist blaugrau.

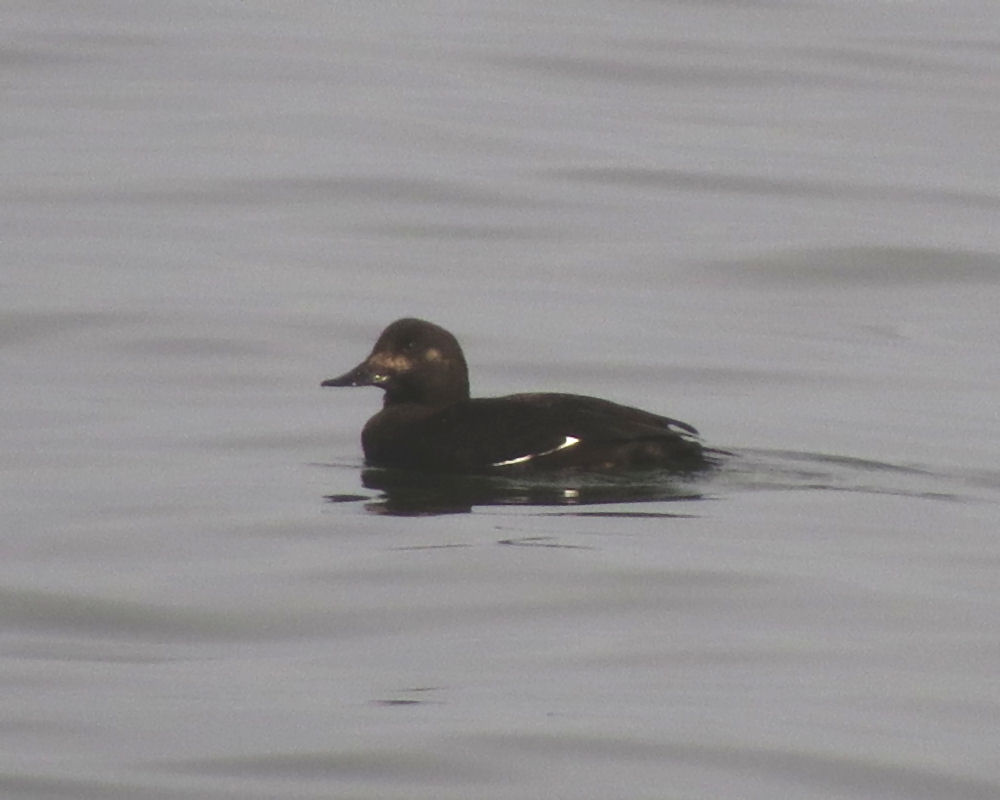
Weibchen

Das Weibchen ist braun gefiedert und hat zwischen Augen und Schnabel einen weißen Fleck. Die Iris ist bei den Weibchen dunkler als bei den Männchen. Beide Geschlechter haben am Flügelrand einen weißen Spiegel.
Im Flug unterscheidet sich die Samtente von den ähnlich aussehenden Trauer- und Brillenenten durch ihren weißen Spiegel. Grundsätzlich ist diese Ente auch etwas zutraulicher als die Trauerente, die bei Annäherung von Schiffen oder Booten sehr schnell auffliegt.

## Stimme
Die Samtente ist meist ein sehr ruhiger Vogel. Während der Fortpflanzungszeit ist vom Männchen gelegentlich ein huör-är oder ein ohjo zu hören.

## Verbreitung

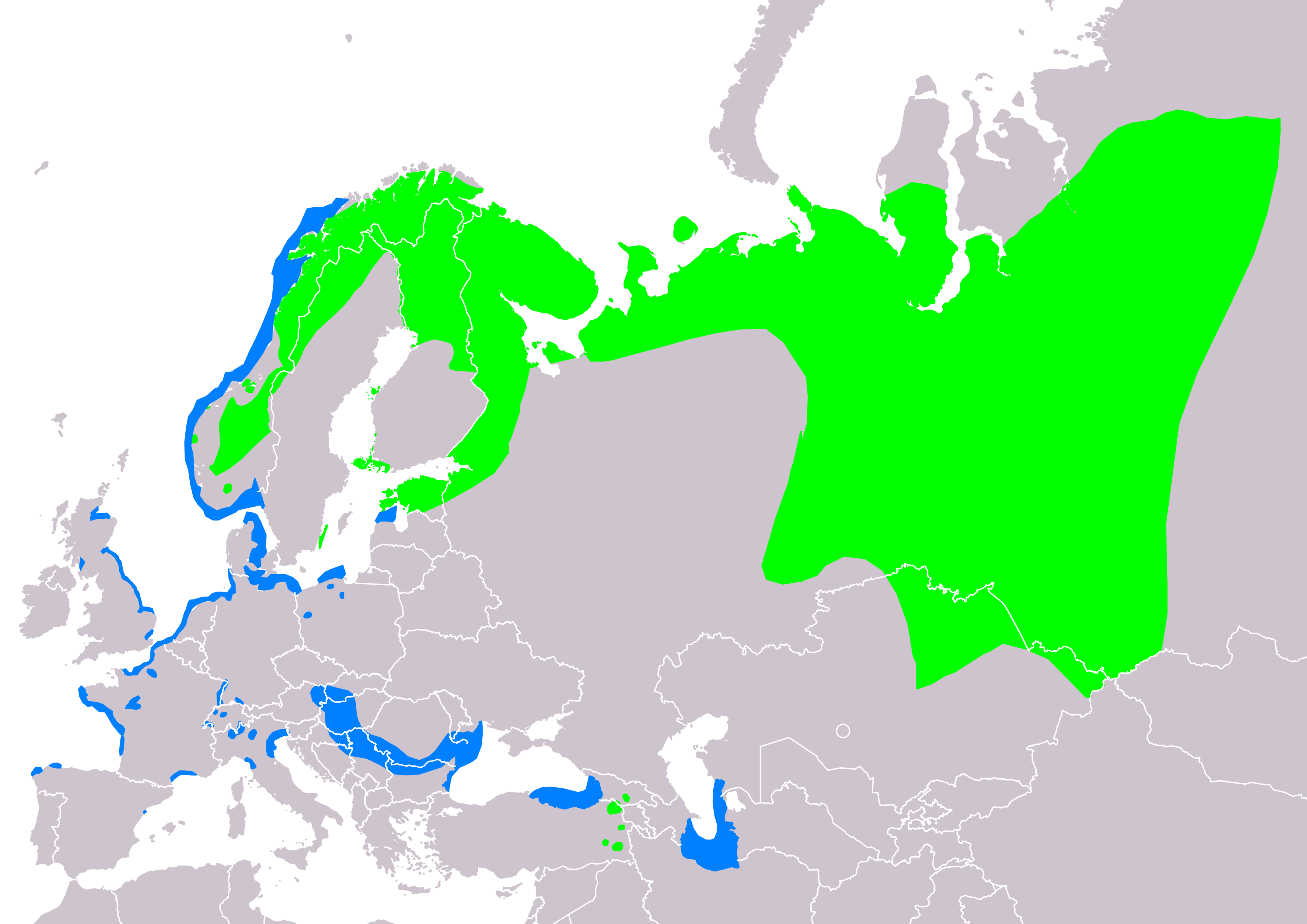
Verbreitungsgebiete der Samtente:
Brutgebiete
Überwinterungsgebiete

Die Samtente bewohnt die nördlichen Gebiete Europas und Asiens. Zu ihren Brutgebieten zählt – vom Süden Norwegens und Schwedens abgesehen – Skandinavien. Sie findet sich auch in der Ostsee und brütet unter anderem in Schärengebieten. Am häufigsten kommt sie in Fennoskandinavien in einer Höhe über 500 Metern vor. Dort finden sich je 100 Quadratkilometer 3,4 Brutpaare. Die Anzahl der skandinavischen Brutvögel hat allerdings im 20. Jahrhundert kontinuierlich abgenommen. Norwegen ist jedoch nach wie vor ein wichtiges Mausergebiet für diese Art. 1985 wurden hier 10.600 Samtenten gezählt, die ihre Mauser in norwegischen und dänischen Gewässern verbrachten.
Die Samtente ist außerdem ein Brutvogel Russlands. Die Nominatform der drei Unterarten kommt in östlicher Richtung mindestens bis zum Jenissei vor; Aussagen, dass sie auch östlich von Chatanga brütet, gelten als nicht hinreichend belegt. In Russland reicht ihr Brutgebiet sehr weit in den Süden und erreicht auch aufgeforstete Steppe. Isolierte Brutpopulationen mit sehr disjunktem Verbreitungsgebiet finden sich auch in der Türkei, in Armenien und Georgien sowie in Turkmenistan. Die Anzahl dieser Vögel wird auf unter 10.000 geschätzt, sie überwintern überwiegend im Kaspischen Meer.
Die übrigen europäischen Brutvögel der Nominatform überwintern überwiegend in den Küstengebieten des nordwestlichen Europas. Nur ein kleiner Teil der Population hält sich während des Winterhalbjahrs vor der Küste von Murmansk und in Nordnorwegen auf. Die Samtente überwintert in erheblicher Anzahl in der Ostsee, Anfang der 1990er wurde der Winterbestand auf 933.000 Individuen geschätzt [Quelle4]. Das größte Überwinterungsgebiet ist die Pommersche Bucht (DE, PL) einschließlich des Greifswalder Boddens (DE). Große Bestände kommen auch in der Rigaer Bucht (LV), der Irbe-Straße (EE, LV) und vor der Kurischen Nehrung (LT, RU) vor, kleinere überall in der südlichen und westlichen Ostsee. Während des Frühjahrs lassen sich deswegen große Schwärme an Samtenten beobachten, die zurück in ihre Brutgebiete ziehen. 1997 wurden 386.000 Samtenten gezählt, die Estland überflogen und weitere 60.000, die den Golf von Finnland überquerten.
In Ostasien ist die Kamtschatkasamtente verbreitet. Sie wurde früher als Unterart der Samtente Melanitta fusca stejnegeri eingeordnet, wird aber aktuell als eigene Art Melanitta stejnegeri betrachtet. 
In Nordamerika kommt die Höckersamtente vor, welche früher als Melanitta fusca deglandi ebenfalls als Unterart der Samtente betrachtet wurde. Die International Ornithologists’ Union führt die sie aufgrund einer Publikation von Bradley Curtis Livezey als eigene Art Melanitta deglandi.

## Lebensraum
Die Samtente ist ein Brutvogel in den borealen Nadelwäldern sowie an Gebirgsseen. Sie brütet gelegentlich landeinwärts auf Schären und entlang der waldbestandenen Küstenlinie der Ostseeküste. Während ihrer Züge in die Überwinterungsgebiete und im Frühjahr zurück in die Brutgebiete hält sie sich gelegentlich auch auf Süßwasserseen auf. Die meisten aber überwintern in den Küstengewässern.

## Fortpflanzung

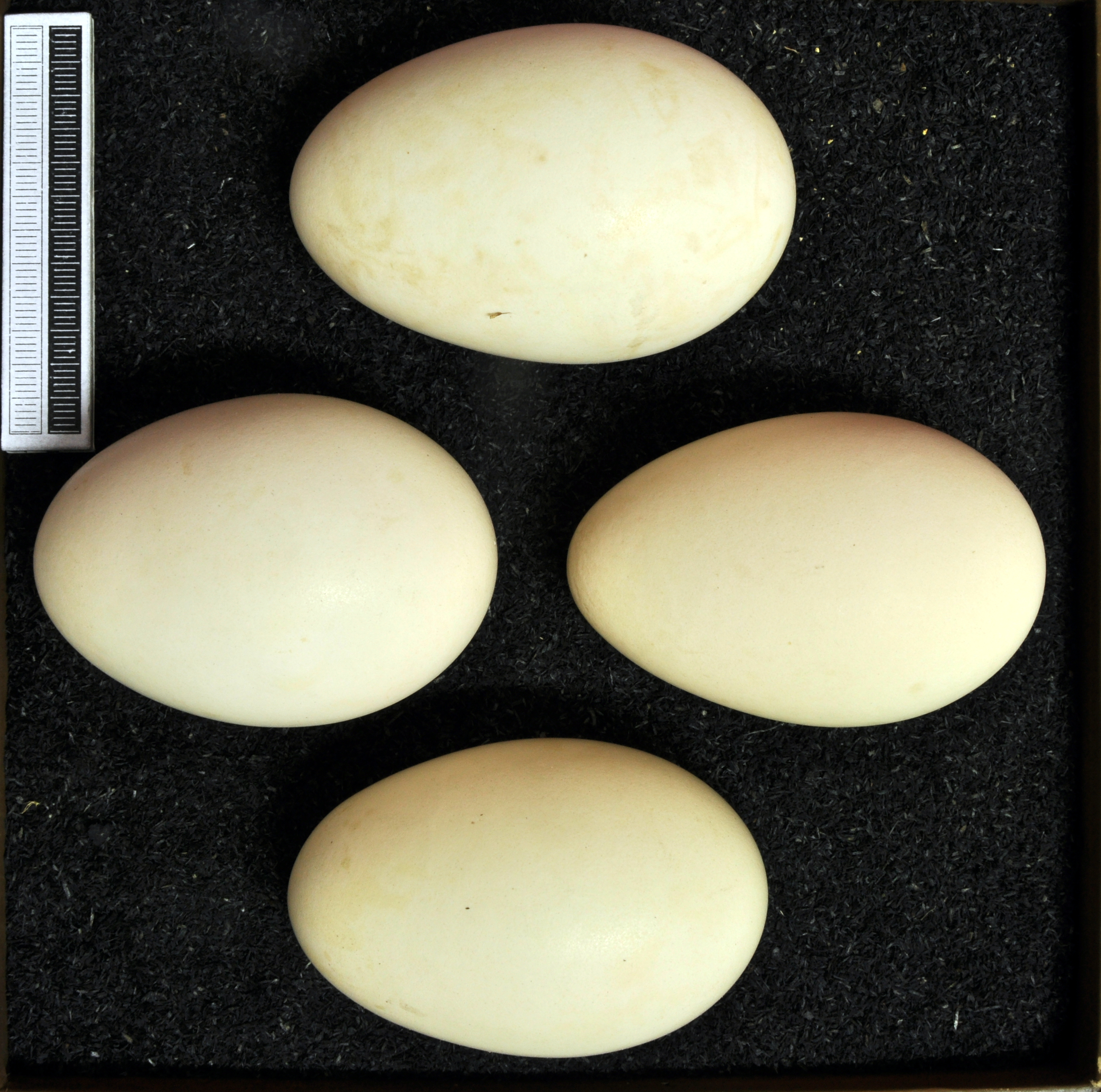
Gelege, Sammlung Museum Wiesbaden

Paare finden sich im späten Winter und Frühjahr, so dass die Samtente in der Regel verpaart in den Brutgebieten ankommt. Samtenten haben eine Gruppenbalz, bei der mehrere Männchen sich um mehrere Weibchen scharen. Zum Balzritual zählt ein Abtauchen der Männchen, bei dem sie sich unter Wasser den Weibchen nähern. Verpaarte Weibchen zeigen am Morgen ein auffälliges Flugverhalten, indem sie niedrig über Land fliegen, dabei laut rufen und an ihren Ausgangsort zurückkehren. Dieses Verhalten wird bis zum Beginn der Eiablage gezeigt. Die Paare verteidigen nur ein kleines Revier rings um das Nest. Die Paarbindung lässt bereits nach, während das Weibchen noch brütet. Die Männchen ziehen dann bereits zu ihren Mauserplätzen.
Das Nest wird in der Nähe von Seen, Flüssen oder der Meeresküste auf dem Boden gebaut. In der Taiga befindet es sich nicht weiter als 100 Meter vom nächsten offenen Gewässer entfernt. Gelegentlich nisten diese Enten auch in Möwenkolonien.
Das Weibchen legt nur ein Gelege. Die Anzahl der Eier ist je nach Unterart unterschiedlich. Bei der Nominatform liegt die Gelegegröße normalerweise bei sieben bis neun Eiern. Die Eier sind von ovaler Form und cremeweiß. Frisch geschlüpfte Dunenjunge wiegen rund 54 Gramm.

## Nahrung
Die Samtente sucht ihre Nahrung ausschließlich tauchend, wobei sie 1 Minute unter Wasser bleiben und dabei bis zu 10 Meter tief tauchen kann. Hauptsächlich ernährt sie sich von Krebs- und Weichtieren.
Besonders im Winter wurde beobachtet, dass Samtenten mitunter gemeinsam mit Rothalstauchern auf Nahrungssuche gehen, vor allem über sandigem Grund. Vermutlich werden bei diesen Tauchgängen hauptsächlich Vielborster aufgescheucht (im Mittel > 1000 pro Quadratmeter) und von beiden Arten aufgenommen.

## Bestand
Die IUCN stuft die Samtente als ungefährdet (least concern) ein, da das Verbreitungsgebiet sehr groß ist. Grundsätzlich geht man von abnehmenden Populationszahlen aus, jedoch erreicht der Bestandsrückgang noch nicht die kritische Grenze, ab der eine Art in die Vorwarnstufen der IUCN aufgenommen wird. Der Bestand wird auf 1,7 bis 3 Millionen geschlechtsreife Individuen geschätzt.